# Frank Gehry - Creatore di sogni
Frank Gehry - Creatore di sogni è un film documentario del 2005 diretto da Sydney Pollack, incentrato sulla figura del celebre architetto canadese Frank Owen Gehry.
È stato presentato fuori concorso al Festival di Cannes 2006.
È stato nello stesso tempo il primo documentario e l'ultimo film della carriera del regista Pollack, deceduto nel 2008.